# Філіпп Віртґен
Філіпп Вільгельм Віртґен (нім. Philipp Wilhelm Wirtgen; нар. 4 грудня 1806, Нойвід — пом. 7 вересня 1870, Кобленц) — німецький ботанік. Член Німецької академії природодослідників «Леопольдина», Асоціації природних історій Рейнланду та Вестфалії, Товариства німецьких натуралістів та лікарів та Ботанічного товариства Реґенсбурґа.

## Життєпис
Філіпп Вільгельм Віртґен народився 4 грудня 1806 року в Нойвіді, у сім'ї бляхара. Закінчив початкову школу у рідному місті та Нойвідську учительську школу. Після закінчення учительської школи у 1824 році деякий час працював учителем у Ремаґені, але у тому ж році переїхав у Віннінґен.
З 1831 по 1835 рік викладав у євангельській школі в Кобленці. Після чого до своєї смерті працював у євангельському вищому училищі Кобленца.
1 січня 1852 року Віртґен став членом Леопольдини, а 18 січня 1853 року Боннський університет удостоїв його званням почесний доктор.
Філіпп Віртґен займався фітогеографією, флористикою та ґрунтознавством Рейнської області.
Син — Фердинанд Пауль Віртґен (1848—1924) був власником аптеки та відомим флористом, займався вивченням флори Рейнланду.
Основний гербарій Віртґена зберігається в Единбурзькому ботанічному саду, а рейнландський гербарій знаходиться у Мюнстерському музеї природознавства (MSTR).
Помер 7 вересня 1870 року, похований на Головному цвинтарі Кобленца.

## Доробок
- Wirtgen, P.W. Leitfaden für der Unterricht in der Botanik. — Coblenz, 1839. — 318 p.
- Wirtgen, P.W. Flora des Regierungsbezirks Coblenz. — Coblenz, 1841. — 238 p.
- Wirtgen, P.W. Prodromus der Flora der preussischen Rheinlande. — Bonn, 1842. — 209 p.
- Wirtgen, P.W. Flora der preussischen Rheinprovinz. — Bonn, 1857. — 563 p.
- Wirtgen, P.W. Anleitung zur landwirthschaftlichen und technischen Pflanzenkunde. — Coblenz, 1857—1860. — Vol. I—II.
- Wirtgen, P.W. Rheinische Reise-Flora. — Coblenz, 1857. — 178 p.
- Wirtgen, P.W. Flora der preussischen Rheinlande. — Bonn, 1870. — 372 p.